# Castrelo de Miño
Castrelo de Miño – gmina w Hiszpanii, w prowincji Ourense, w Galicji, o powierzchni 39,74 km². W 2011 roku gmina liczyła 1754 mieszkańców.